# Bolonyai szász evangélikus templom
A bolonyai szász evangélikus templom Brassó Bolonya városrészében, a Vasút utca (str. Iuliu Maniu, Bahnstraße) és a Kertész utca (str. Cantacuzino, Gärtnergasse) elágazásánál áll. A középkorban egy kápolna volt itt, melyet egészen a 18. századig használtak; ennek helyére építették 1776–1777-ben ma is álló barokk templomot a bolonyai szász és magyar evangélikusok. A két közösség között folyamatosak voltak a súrlódások, így 1783-ban a magyarok külön templomot építettek maguknak; az épületet azóta csak a szászok használják.

## Története
A templom helyén egykoron a városi leprakórházhoz és menhelyhez tartozó kápolna és temetője állt. Leprásokra már 1413-ban utalnak, az ápoldát pedig konkrétan 1463-ban említik legelőször – más középkori városokhoz (például Segesvárhoz) hasonlóan a fertőző betegeket kezelő leprakórház a városközponttól jelentős távolságra helyezkedett el. Hogy a betegek ne maradjanak lelki támogatás nélkül, felépült mellette a Szent Borbálának szentelt gótikus stílusú kápolna, melynek létezését 1477-ben erősítik meg. A járványok megszűnése után a kórházat fogadóvá alakították át, a kápolnát a reformáció után elhagyták, a 17. századi ütközetekben és dúlásokban megrongálódott.
Bolonyában, a jellemzően magyarok által lakott brassói elővárosban a 18. századtól kezdődően fokozatosan növekedett a németajkúak száma a szászok terjeszkedő és beolvasztó politikájának köszönhetően. A bolonyai szászok 1713-ban a romos Szent Borbála-kápolnát és a mellette levő fa imaházat nevezték ki evangélikus istentiszteleteik helyéül. 1718-ban csatlakoztak hozzájuk a belvárosból kiszorított magyar evangélikusok (bár a magyarok kezdetben jellemzően a református hitet vették fel, a szász hatásnak köszönhetően idővel sokuk evangélikus hitre tért).
A két közösség felváltva használta a kápolnát és az imaházat. 1739-ben Szeli József evangélikus lelkész orgonát vásárolt, 1741-ben pedig harangtornyot építettek. 1755-ben Mária Terézia jóváhagyta a kápolna megnagyobbítását, a munkálatok azonban csak 1776-ban kezdődtek: az építményt lebontották, helyén pedig 1777-ben elkészült a ma is álló nagyobb templom, mely megfelelő volt mindkét közösség számára. Ekkor még nem lépett érvénybe a türelmi rendelet, mely új templomok építését engedélyezte volna, azonban az evangélikusok az 1755-ös engedélyre hivatkoztak, a városi tanács pedig szemet hunyt a dolog felett.
1778. július 19-én szentelte fel Georg Preidt plébános. A szászok és a magyarok felváltva használták az új templomot, azonban a két közösség között folyamatosak voltak a súrlódások, így 1783-ban a magyarok saját evangélikus templomot építettek maguknak, kiköltözve a szászokéból.
Gyülekezetének 1860-ban 672 tagja volt. Keresztelőmedencéjét 1870-ben adományozta J. C. Simon kerámiagyáros, orgonáját 1939-ben készítette a brassói Karl Einschenk. 1992–1998 között egy új gyülekezeti házat építettek.

## Leírása
Tágas, késői barokk stílusú, rokokó díszítőelemekkel ékesített kétszintes csarnoktemplom. A nyugati homlokzaton elhelyezkedő kisméretű harangtoronyban három harang van, egy 400, egy 280, és egy 200 kilogrammos. A két külső előcsarnok kialakításán felismerhető a romanika hatása. Hajója síkmennyezetes, igen kevés díszítéssel, kórusa három oldalról zárt. A rokokó motívumokat viselő oltárt az evangélikus templomokra jellemzően egybeépítették a szószékkel (szószékoltár).
Az átalakított paplakban 1995-től menhely működik. A templomhoz temető is tartozik, melyet a 20. század közepéig használtak temetkezésre. A romániai műemlékek jegyzékében az épületegyüttes a BV-II-a-B-11340 sorszámon szerepel.